# 名古屋学艺大学短期大学部
名古屋学艺大学短期大学部（日语：／ Nagoya Gakugei Daigaku Tanki Daigakubu *），简称学艺短，是一所位于日本爱知县日进市的私立短期大学。2017年廢校。

## 概要

### 简介
- 学校最早可以追溯到1945年[1]。短期大学为于1963年开办[2]、由学校法人中西学园经营。招収只女学生从开办[3]。

### 历史
- 1963年 堇女子短期大学[注 9]成立并同时设置服装科（有了80个女学生[4]）[2]。
- 1964年 家政科成立[2]。
- 1966年 专科家政学专攻成立[5]。
- 1967年 服装科分离为服装专攻和生活设计专攻、家政科分离为家政专攻和食物营养专攻[2]。
- 1969年 家政科变更为家政学科（家政专攻变更为家政学专攻、食物营养专攻变更为食物营养学专攻）。服装科变更为服装学科（服装专攻变更为服装学专攻）[2]。
- 1977年 改校名为爱知女子短期大学[2]。
- 1981年 校园迁址至爱知郡日进町岩崎竹之山57[2]。
- 1983年 两个学科即人文学科（三个专攻即日语日本文学专攻、英语英文学专攻、文化史专攻）和经营学科（三个专攻即经营专攻、信息专攻、秘书专攻）成立[2]。
- 1991年 家政学科变更为生活科学科而且家政学专攻变更为生活科学专攻、人文学科英语英文学专攻变更为英美语专攻[2]。
- 1993年 经营学科经营专攻招生最后[2]。
- 1995年 经营学科经营专攻正式停办[2]。
- 1997年 经营学科信息专攻变更为经营信息专攻、服装学科变更为生活造型学科而且服装学专攻变更为服饰造型专攻[2]。
- 1999年 人文学科文化史专攻招生最后[2]。
- 2000年 人文学科变更为语言沟通学科、日语日本文学专攻变更为日语专攻。
- 2001年 人文学科文化史专攻停办。经营学科变更为商务信息学科而且经营信息专攻变更为商务信息专攻、秘书专攻变更为商务实际业务专攻[注 8]。语言沟通学科的日语专攻和英美语专攻、商务信息学科商务信息专攻和秘书专攻、生活科学科的生活科学专攻和食物营养学专攻、生活造型学科的生活设计专攻和服饰造型专攻各自招生最后[2]。
- 2003年 生活造型学科招生最后[2]。
- 2004年 改校名为名古屋学艺大学短期大学部[2]。
- 2006年 今年4月1日生活造型学科正式停办[6]。三个学科即语言沟通学科、商务信息学科、生活科学科各自招生最后。次年三个学科合并为现代总合学科[2]。
- 2008年 今年3月31日两个学科即语言沟通学科、生活科学科各自正式停办[6]。
- 2009年 今年3月31日商务信息学科正式停办[6]。

### 宪章
- 请参看名古屋学艺大学短期大学部的标志 （日語） 2014年1月13日阅览。

## 学校环境
- 校区：在爱知县日进市

## 历任校长
- 中西泉：第一代短期大学校长[4]。
- 小笠原干雄：现在短期大学校长[7]

## 组织

### 学科
- 现代总合学科

### 前学科
- 生活造型学科
  - 生活设计专攻[注 2]
  - 服饰造型专攻[注 2]
- 生活科学科[注 3][注 4]
  - 生活科学专攻[注 2]
  - 食物营养学专攻[注 2]
- 语言沟通学科[注 3][注 4]
  - 日语专攻[注 2]
  - 英美语专攻[注 2]
  - 文化史专攻[注 5]
- 商务信息学科[注 3][注 6]
  - 经营专攻[注 7]
  - 商务信息专攻[注 2]
  - 商务实际业务专攻[注 8][注 2]

### 专科
| - 家政学专攻：已停办 |

### 业余课程
| - 没有 |

## 相关链接
- 日本短期大学列表
- 名古屋学艺大学
- 名古屋外国语大学